# Фонтан
Фонтан (понякога наричан и шадраван) е устройство, в което водата извира от определено място, пълни басейн и след това се оттича. Водата може да преминава по различни повърхности като стъкло, метал, камък, може да прелива от един басейн в друг или да пада във формата на водопад. Най-често фонтаните се срещат в градини и паркове, където създават спокойна атмосфера за почивка. По-големите фонтани включват и скулптури.
Една от най-характерните забележителности на повечето фонтани са водните струи, изстрелвани под налягане във въздуха. Някои от тях през нощта са осветени в различни цветове. Много хора хвърлят монети в шадраваните като си пожелават нещо, което вярват, че ще се случи. Към някои от тях е добавена музика (наричат се пеещи фонтани) и водните струи и светлините се сменят в такт с музиката.
Ранните фонтани разчитат само на стичащ се под действието на гравитацията поток вода от извор или доставян с акведукт от далечен източник с по-голяма височина, която да осигурява хидравличен напор. Първите модерни фонтани се появяват в Персия и Италия около 16 век.